# Zitterpenningshagen
Koordinaten: 54° 15′ 38″ N, 13° 4′ 53″ O
Zitterpenningshagen ist ein Dorf in der Gemeinde Wendorf im Landkreis Vorpommern-Rügen in Mecklenburg-Vorpommern. Zitterpenningshagen wird vom Amt Niepars, mit Sitz in der Gemeinde Niepars, verwaltet.

## Geografie
Zitterpenningshagen liegt etwa fünf Kilometer südlich von Stralsund im Landkreis Vorpommern-Rügen. Bis zum Jahre 1994 gehörte der Ort zum Landkreis Stralsund und ab 1994 zum Landkreis Nordvorpommern.

## Geschichte
Zitterpenningshagen wird erstmals im Jahre 1303 urkundlich erwähnt, der Ort mag aber älter sein. Der Ort wurde mehrmals durch die Nähe zur Stadt Stralsund bei Kriegen in Mitleidenschaft gezogen. So lag der Ort nach der Belagerung von Stralsund (1628) durch Wallenstein im Dreißigjährigen Krieg und nach der Belagerung von Stralsund (1678) durch den Großen Kurfürsten Jahre lang wüst.

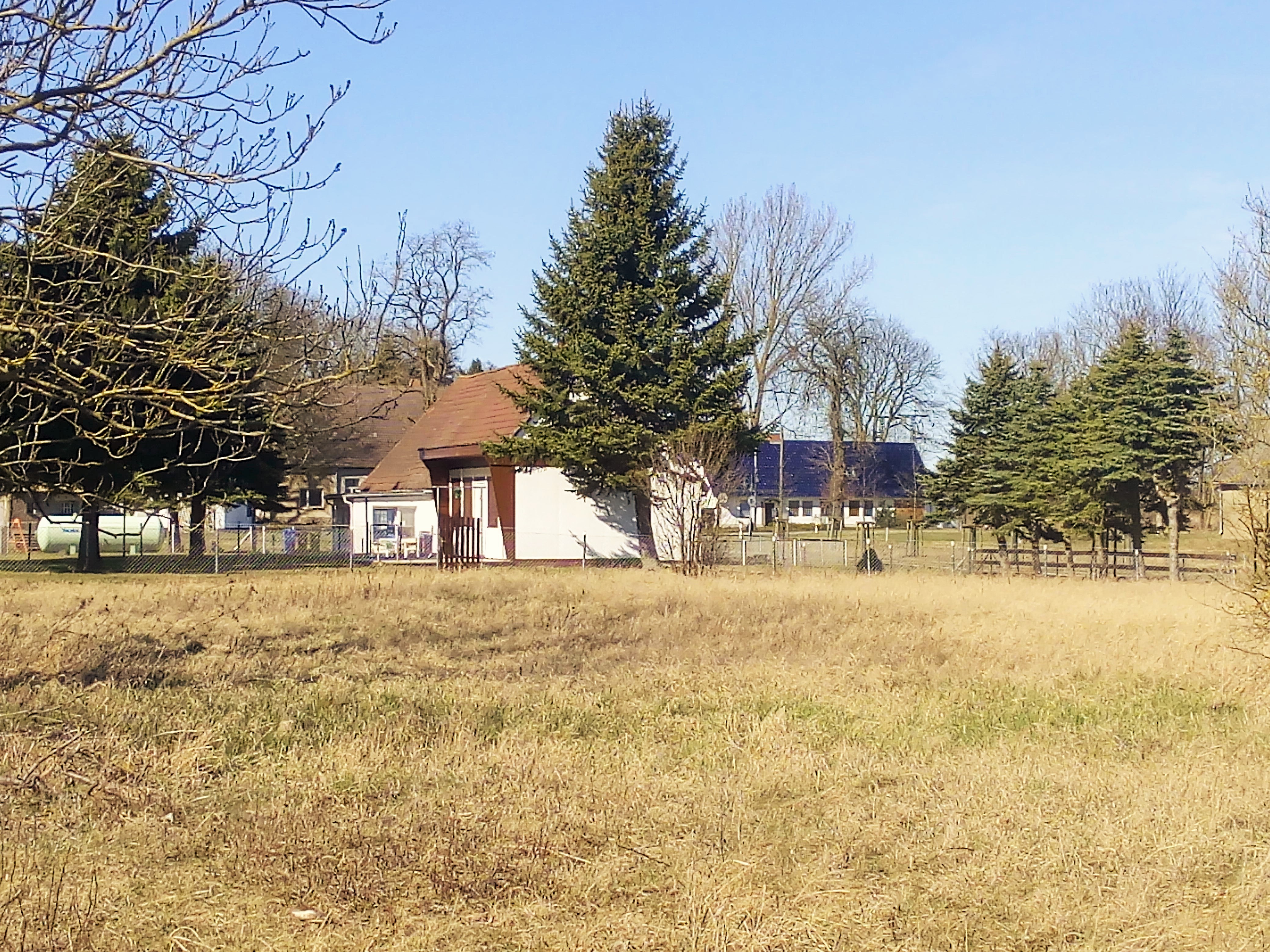
Blick ins Dorf

### Mittelalter
Die erste urkundliche Erwähnung von Zitterpenningshagen stammt aus einer Urkunde vom 25. Mai 1303. Damals verkauften die Brüder Johann und Bertold Zitterpenning („Citterpenningk“) der St.-Nikolai-Kirche zu Stralsund das Torfmoor zwischen Zitterpenningshagen („Citterpenningheshaghen“) und Teschenhagen, ein Stück Feld daneben zur Erbauung eines Hauses und einen Wasserlauf über ihr Feld.
Berthold Zitterpenning und sein Sohn Heinrich einigen sich am 22. Juli 1313 mit der Stadt Stralsund wegen der Stauung des Wassers in Zitterpenningshagen dahin, dass die Stadt die Stauung nach Höhe und Maß der Zeichen besitzt und letztere, wenn nötig, erneuert. Wird durch Überschwemmung eine Stauung 1/ 2 Fuß über die Zeichen veranlasst, soll sie nicht länger als 14 Tage (Nächte) dauern.
Am 26. Februar 1318 verpfändet Fürst Wizlaw III von Rügen seinem Vogt Nikolaus Poddin 12 Hufen in Schmedshagen, 5 Hufen in Zitterpenningshagen und 3 Hufen in Bartelshagen frei von Abgaben und Lasten für 1000 wendische Mark wiederkäuflich.
Fürst Wizlaw III. bestätigt am 10. Mai 1321 der Stadt Stralsund ihre Privilegien und ihren Besitz, betreffend in den Dörfern Devin, Teschenhagen, Zitterpenningshagen, Voigdehagen, Wendorf, Lüdershagen, Vogelsang, Lüssow, Langendorf und Kedingshagen. Die Privilegien sind dieselben wie in früheren Bestätigungen.

### Neuzeit bis 18. Jahrhundert
Vincenz Holk, Bürgermeister von Kolberg erhält das geistliche Lehen (vererbt) in der Marienkirche Kolberg und der Holkeskapelle, welcher er als Brautschatz von seiner Frau bekommen hatte. Dieses Patronatsrecht mit einem Hof in Lüdershagen, den zur Zeit Joachim Jacobus bewohnt und bebaut, verkaufen sie dem Stralsunder Bürgermeister Christoph Lorber, außerdem 2 Viertel Acker in Lüdershagen, die der Krüger Claus Schulte in Pacht hat, und in Zitterpenningshagen den Hof, den die Witwe von Pampow bewohnt und bebaut, mit hohem und niederen Gericht und allem Zubehör, für 1.000 Mark. Sie wollen ihm auch alle das Patronat betreffenden Urkunden und „wie dat obgemelte gud brutschattes wyse uth der stadt tom Stralesunde an sel. hern Vincencius Holk gekamen“, übergeben. Es siegeln Peter Caryt, Caspar Sleff (mit dem Siegel des Laurenz), Johann Teslaff, Kanoniker an St. Nikolai in Greifswald, und Martin Soltwedel, Bürger von Stralsund.
Im Jahre 1578 kommt es zum Vertrag des Olaf Lorber mit dem Kloster zum Heiligen Geist über den Verkauf seines Hofes in Zitterpenningshagen.
In der Zeit zwischen 1621 und 1637 kommt es zur Eingabe der Amtsbrüder der Festbäcker, über den Verkauf von Brot durch die Losbäcker und von den Bäckern anderer Städte in Stralsund.
1647 kommt es zum Tauschvertrag zwischen den Provisoren der Jakobikirche und den Provisoren der Heilgeistkirche über Grundbesitz in Kabelow und Zitterpenningshagen und ab 1648 Beginn des Wiederaufbaus der zerstörten Dörfer Voigdehagen, Zitterhagen (jetzt: Zitterpenningshagen), Wendorf und Ahrendsee, welche im Dreißigjährigen Krieg fast wüst wurden.

### 19. Jahrhundert
Das 19. Jahrhundert ist geprägt von regen Bautätigkeiten in Zitterpenningshagen. Der gesamte Ort wurde verlegt. Die ursprüngliche Ortslage war etwa 400 m weiter östlich. In diesem Jahrhundert wurde das Zitterpenningshäger Gutshaus errichtet, welches einen gut erhaltenen Gewölbekeller hat.
Das Jahrhundert begann mit dem Wiederaufbau eines abgebrannten Katens zwischen 1794 und 1801. Von 1822 bis 1849 kam es zum Bau eines Holzwärterhauses in Zitterpenningshagen und zum Wiederaufbau, nachdem es dort gebrannt hatte. Ab 1856 erfolgte dann der Bau des sogenannten Försterhofes auf dem vergrößerten früheren Förstergehöft in Zitterpenningshagen durch den Pächter Karl Drews auf eigene Rechnung.
Zwischen 1857 und 1859 kam es zur Anlegung zweier Brunnen auf dem neu eingerichteten Hof in Zitterpenningshagen sowie der Anlegung eines Senkbrunnens für die Katenwohnungen. Ebenso gehen in diese Zeit (1858) der Bau verschiedener Ställe, eines Back- und Leutehauses sowie Anfertigung einer gusseisernen Wasserleitung auf dem Hof Zitterpenningshagen. Auch eine Drainage wurde in jener Zeit gelegt.
Es wurde aber zu jener Zeit nicht nur gebaut, sondern auch abgerissen. 1859 wurden die alten Gebäude auf den früheren Gutshof Zitterpenningshagen zum Abbruch verkauft.
In der Zeit von 1855 und 1878 kam es zur Entnahme von Erde (12000 m³ durch die Eisenbahn-Bau-Verwaltung Berlin) zur Verbreiterung des Stralsunder Bahnhofs in Zitterpenningshagen. Im ausgehenden 19. Jahrhundert wurden viele Flächen in Zitterpenningshagen an den königlichen Eisenbahnfiskus verkauft, weil die Stadt Stralsund an die Strecke der Berliner Nordbahn angeschlossen wurde und die Trassenführung an Zitterpenningshagen vorbei lief.
Die Geschichte der Orte Voigdehagen und Zitterpenningshagen ist eng miteinander verknüpft. Die Bürger aus Zitterpenningshagen gingen schließlich auch zur Kirche nach Voigdehagen und die Kinder zur dortigen Schule. Zwischen 1816 und 1912 mieteten die Zitterpenningshäger auch einen Chor in der Voigdehäger Kirche.
1894 und 1895 kam es dann zum Bau eines Wagenschauers in Zitterpenningshagen. Das 19. Jahrhundert in Zitterpenningshagen endet mit der Wiederinstandsetzung, der durch den Sturm vom 10./11. Dezember 1898 beschädigten Scheune, auf dem Gutshof Zitterpenningshagen.

### 20. Jahrhundert
Das 20. Jahrhundert ist ebenso von regen Baumaßnahmen geprägt, vom Niedergang und Neuanfang nach den Wirren des 2. Weltkrieges. Die Güter in Zitterpenningshagen und Voigdehagen wurden bis 1945 von Pächtern, die einen Kontrakt mit dem Heilgeistkloster in Stralsund hatten, verpachtet. Der letzte Pächter war Paul Mohr, wie sich aus dem Stadtarchiv ableiten lässt.
Nach 1945 kam es in der sowjetischen Besatzungszone zur Bodenreform, wodurch zahlreiche Grundbesitzer und Pächter enteignet wurden und das Land später den sogenannten landwirtschaftlichen Produktionsgenossenschaften zugewiesen wurde, welche die Flächen dann weiter bewirtschafteten.
Zu DDR-Zeiten kam es dann zu intensivem Kiesabbau, welcher die Landschaft nachhaltig veränderte. Viele der Flächen wurden aber nach der Wende renaturiert.
Gleich zu Beginn der 20. Jahrhunderts kam es zu einer Grenzregulierung zwischen Försterhof (Zitterpenningshagen II) und Zarrendorf. Grenzregulierungen zwischen den Orten sind keine Seltenheit, sie fanden immer wieder über die Jahrhunderte statt. Ab 1920 wird dann eine Wassergenossenschaft zur Entwässerung von Ackerflächen in den Gemarkungen Alt-Zarrendorf und Neu-Zarrendorf, Andershof und Zitterpenningshagen gebildet. Mittlerweile wird nicht mehr zwischen Alt-Zarrendorf und Neu-Zarrendorf unterschieden, sondern nur noch Zarrendorf.
Zwischen 1924 und 1931 kam es zu Verhandlungen zwischen der Luft-Fahrzeug-Gesellschaft mbH Werft Stralsund und dem Stralsunder Rat über den Bau eines Flugplatzes bei Zitterpenningshagen, welcher vom Rat der Stadt abgelehnt worden ist. Somit wurde der Flugplatz nie gebaut. Gewerbe und Verkehr der Stadt Stralsund Ab 1931 erwarb Paul Mohr als letzter Pächter das Gut Zitterpenningshagen. Nach dem Zweiten Weltkrieg kamen im Gutshaus von Zitterpenningshagen zahlreiche Kriegsflüchtlinge aus den ehemaligen Deutschen Ostgebieten unter. Infolgedessen stieg die Einwohnerzahl stark an. Von 1946 bis 1957 war das Gutshaus dann der Sitz der Gemeinde Wendorf. In diese Zeit fallen auch zahlreiche Umbauten im Gutshaus selbst. Der Gutspark verwilderte in jener Zeit leider und ist heute eher ein Wald, als ein Park.
Zu DDR-Zeiten verfiel dann die Bausubstanz zusehends, eine Sanierung im Jahre 1988 am Dache des Gutshauses bewahrte es schließlich vor dem endgültigen Verfall. Ab 1986 siedelten sich hier auch ein Ingenieurbüro für Baugrunduntersuchen und eine Tischlerei an, damit erhielt zumindest ein Teil der Bausubstanz eine Sanierung.

### Der Ort heute
1995 erfolgte ein Anschluss an das zentrale Trinkwassernetz mit dem Wasserwerk Lüssow. Die vorhandenen Brunnen wurden stillgelegt.

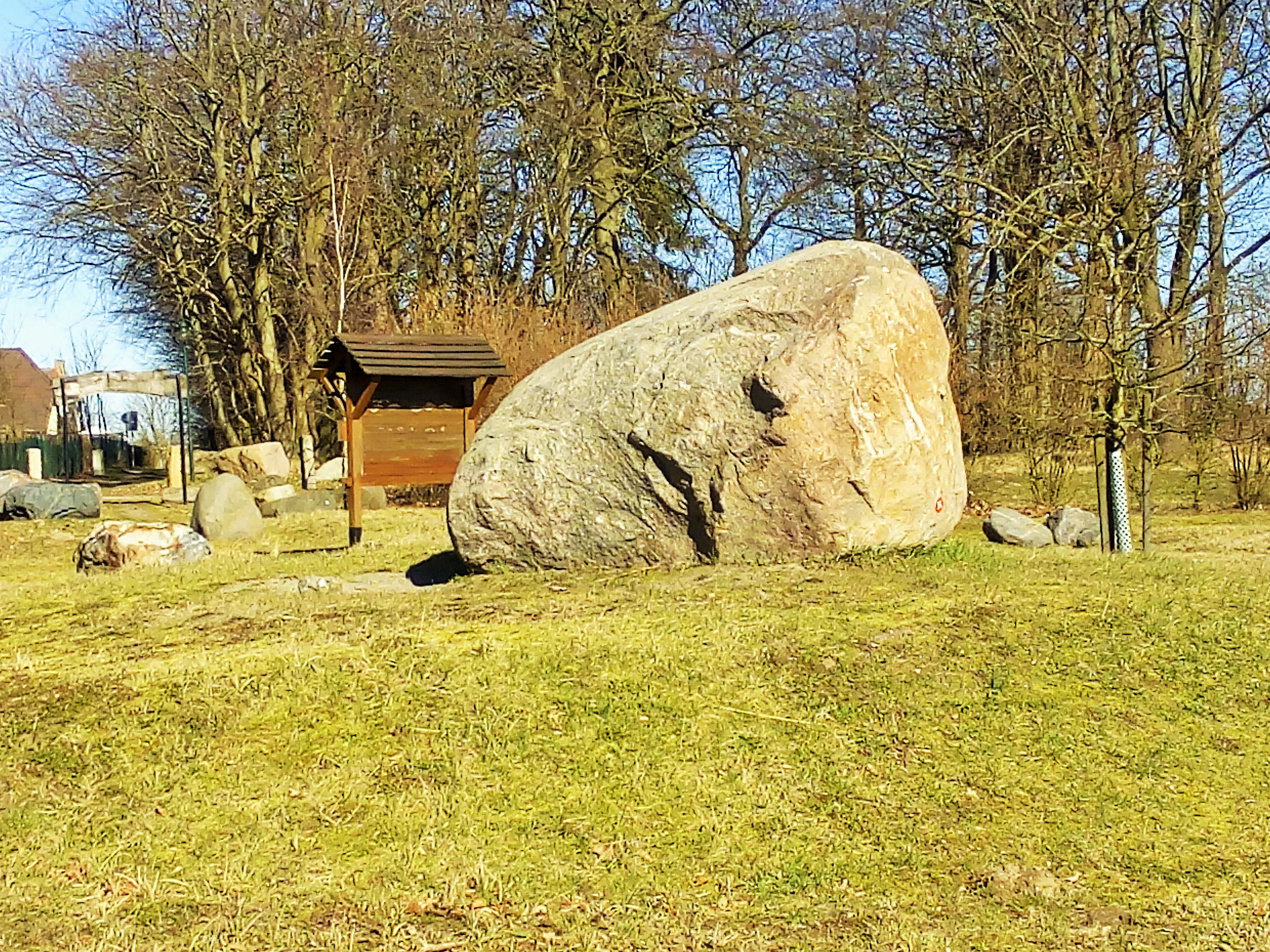
Findlingsgarten in Zitterpenningshagen

2006 erfolgte die Eröffnung des Findlingsgartens in Zitterpenningshagen. Der Garten beherbergt zahlreiche Findlinge, welche in der letzten Eiszeit dorthin gelangt sind. Das Herzstück des Findlingsgartens in Zitterpenningshagen ist ein 18 Tonnen schwerer Findling aus Granit. Überall im Findlingsgarten stehen Tafeln, welche über die Geschichte des Ortes und der Findlinge informieren.
Seit 2016 ist der Ort auch an Breitbandinternet angeschlossen. Im Jahre 2017 gründete sich eine Interessengemeinschaft von Bürgern aus Voigdehagen und Zitterpenningshagen, welche sich mit der Aufarbeitung der Geschichte der beiden Orte beschäftigt.

## Liste der Pächter in Voigdehagen und Zitterpenningshagen
| Zeitraum der Pacht | Pächter |
| ------------------ | --- |
| 1640–1655          | Verpachtung des Hofes in Voigdehagen, der Schäferei in Zitterpenningshagen und der Bauernhöfe in Ahrendsee an Johann Horn                                                                                         |
| 1655–1666          | Verpachtung des Hofes in Voigdehagen und der Schäferei in Zitterpenningshagen an Johann Horn |
| 1666–1678          | Verpachtung der Höfe in Voigdehagen und Zitterpenningshagen an Jochen Wrodow bzw. Niclas von Braun |
| 1684–1695          | Verpachtung der Höfe in Voigdehagen und Zitterpenningshagen an Nicolaus Baumann |
| 1695–1700          | Verpachtung der Höfe in Voigdehagen und Zitterpenningshagen an Erich Frank bzw. David Rubbert |
| 1700–1705          | Verpachtung der Höfe in Voigdehagen und Zitterpenningshagen an David Rubbert bzw. Heinrich Gutzkow |
| 1705–1710          | Verpachtung der Höfe in Voigdehagen und Zitterpenningshagen an Hans Darss |
| 1710–1715          | Verpachtung der Höfe in Voigdehagen und Zitterpenningshagen an Andreas Wehnert |
| 1715–1720          | Verpachtung der Höfe in Voigdehagen und Zitterpenningshagen an Johann Glasau |
| 1720–1734          | Verpachtung der Höfe in Voigdehagen und Zitterpenningshagen an Karl Albert Richter |
| 1738–1754          | Verpachtung der Höfe in Voigdehagen und Zitterpenningshagen an Paul Döhn |
| 1749–1769          | Verpachtung der Güter Andershof, Voigdehagen und Zitterpenningshagen an Karl Friedrich Döhn |
| 1764–1769          | Verpachtung der Güter Voigdehagen und Zitterpenningshagen an Bogislaw Schulz |
| 1782–1792          | Übertragung des mit Bogislaw Schulz abgeschlossenen Pachtvertrages über Voigdehagen und Zitterpenningshagen auf seinen Sohn, Georg Rudolph Schulz, Bau eines neuen Wohnhauses sowie weitere Bauten auf den Gütern |
| 1797–1807          | Übertragung des Pachtvertrages über die Güter Zitterpenningshagen, Voigdehagen und Wendorf von Karl Döhn auf seinen Sohn Julius August Döhn                                                                       |
| 1814–1837          | Verpachtung der Güter Voigdehagen, Zitterpenningshagen und Wendorf an Johann Friedrich Pluns |
| 1835–1856          | Verpachtung der Höfe Voigdehagen und Zitterpenningshagen an Bernhard Mevis bzw. Georg Wilhelm Klingender |
| 1849–1856          | Verpachtung der Heidefläche in Wendorf und Zitterpenningshagen sowie Anlegung eines Schießstandes für die Landwehr-Artillerie                                                                                     |
| 1855–1872          | Verpachtung des Gutes Zitterpenningshagen II, genannt Försterhof, an Karl Drews |
| 1856–1874          | Verpachtung des Gutes Zitterpenningshagen an Fritz Klingender |
| 1874–1889          | Verpachtung des Gutes Zitterpenningshagen an Friedrich Klingender |
| 1891–1910          | Verpachtung des Gutes Zitterpenningshagen an Willy Klingender bzw. Ullrich Müller |
| 1910–1931          | Verpachtung des Gutes Zitterpenningshagen an Max Straßenburg bzw. Karl Krause und Otto Peters |
| 1920–1937          | Verpachtung von Gelände aus der Feldmark der Güter Försterhof, Zitterpenningshagen und Voigdehagen zu Siedlungszwecken                                                                                            |
| 1931–1944          | Verpachtung des Gutes Zitterpenningshagen an Paul Mohr |

Ab 1945 kommt es nicht mehr zu Verpachtungen des Heilgeistkloster zu Stralsund in Voigdehagen und Zitterpenningshagen. Im Zuge der Bodenreform in der sowjetischen Besatzungszone wurden die Pächter enteignet und oftmals vertrieben. Was mit dem letzten Pächter Paul Mohr nach dem Krieg passierte, ist nicht geklärt.

## Sehenswürdigkeiten in der Nähe von Zitterpenningshagen
- Naturschutzgebiet Försterhofer Heide
- Findlingspark Zitterpenningshagen
- Voigdehäger Kirche

## Verkehrsanbindung
Die Bundesstraße 96 und die Angermünde-Stralsunder Eisenbahn verlaufen ganz in der Nähe von Zitterpenningshagen. Weiterhin ist der Ort an die Bundesstraße 105 und an die Ortsumgehung zur Bundesautobahn 20 angebunden.